# Biwer
Biwer è un comune del Lussemburgo orientale. Fa parte del cantone di Grevenmacher, nel distretto omonimo.
Nel 2001, il paese di Biwer, capoluogo del comune che si trova nella parte orientale del suo territorio, aveva una popolazione di 614 abitanti. L'altra località che fa capo al comune è Wecker.